# Ротенштайн (Німеччина)
Ротенштайн (нім. Rothenstein) — громада в Німеччині, розташована в землі Тюрингія. Входить до складу району Заале-Гольцланд. Складова частина об'єднання громад Зюдліхес-Заалеталь.
Площа — 10,48 км2. Населення становить 1142 ос. (станом на 31 грудня 2021).

## Галерея

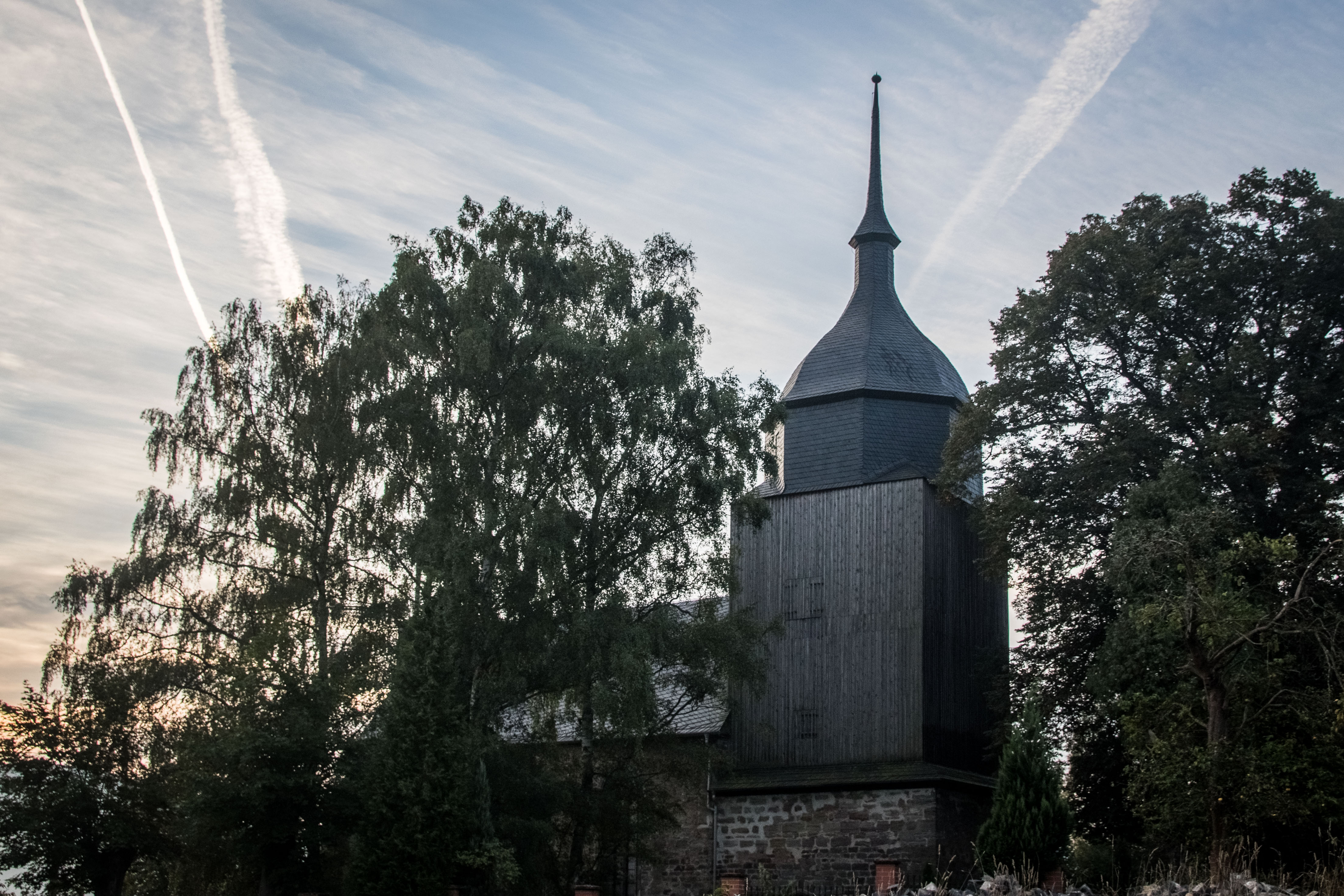
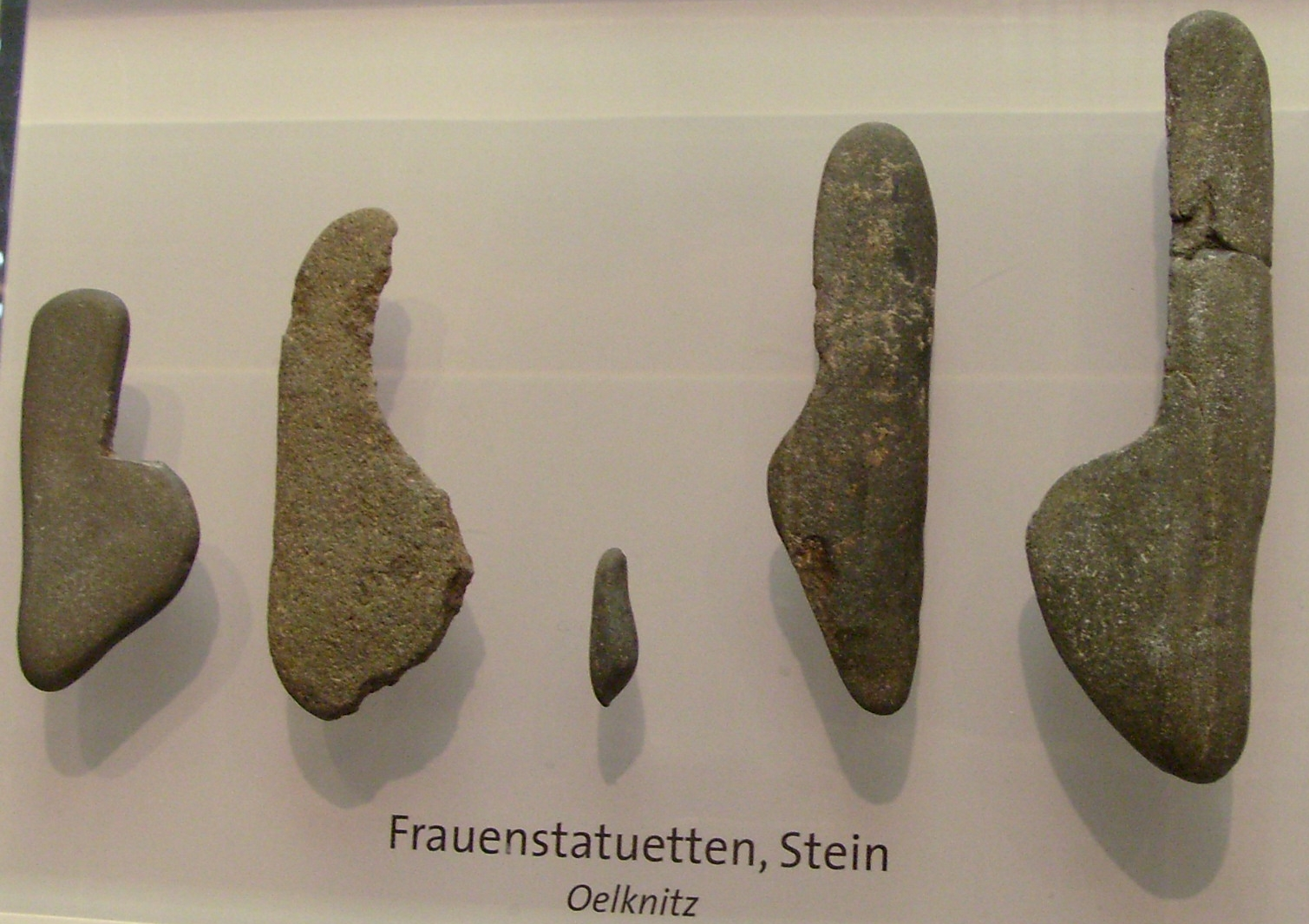
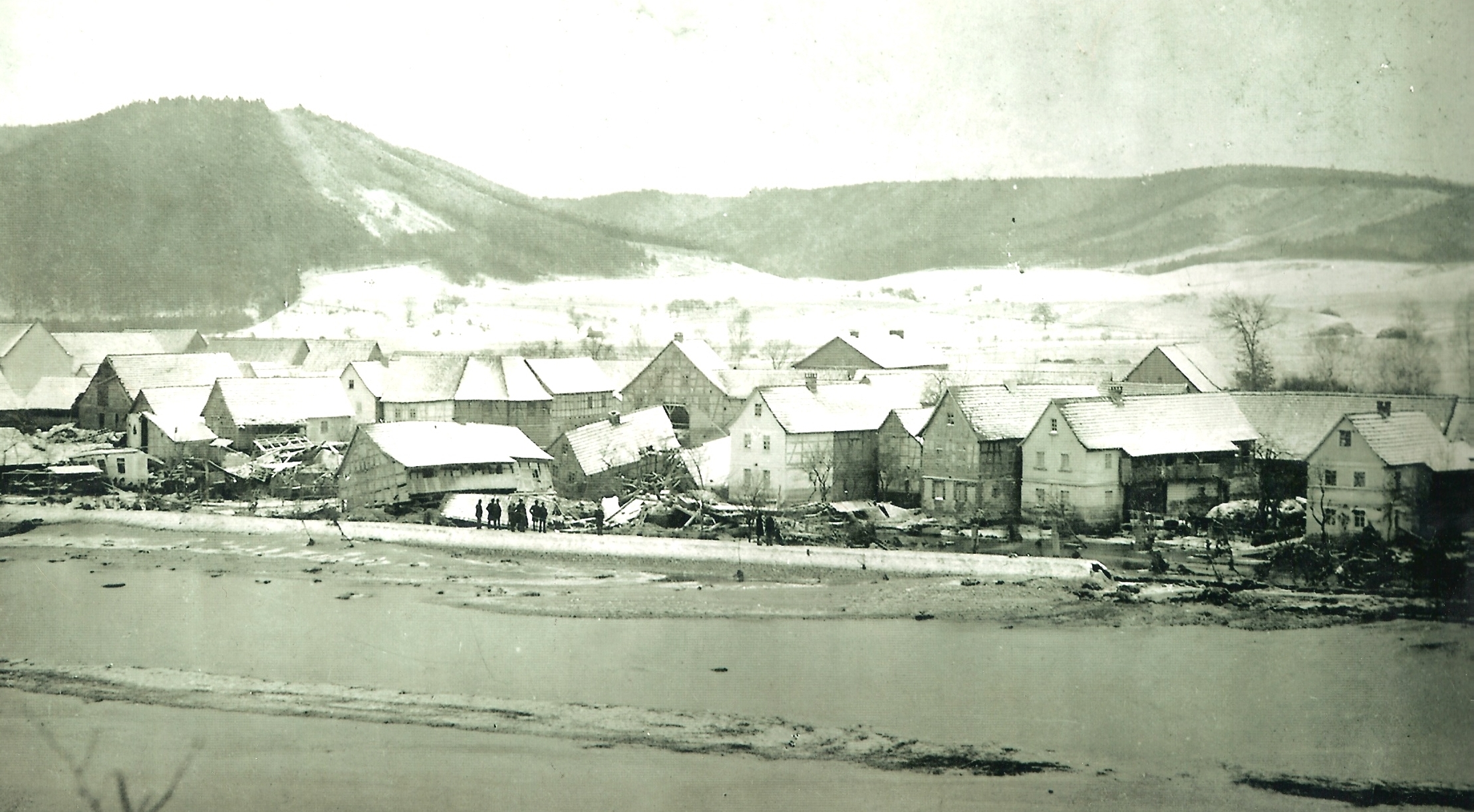
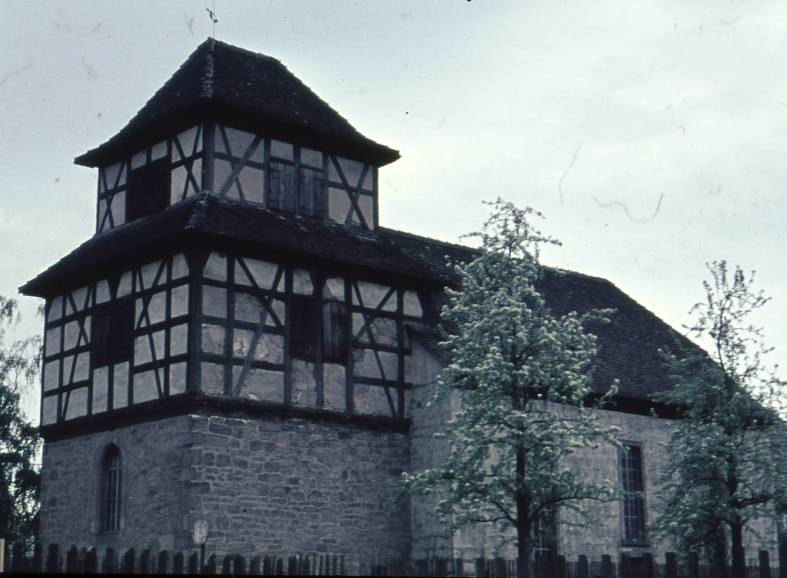
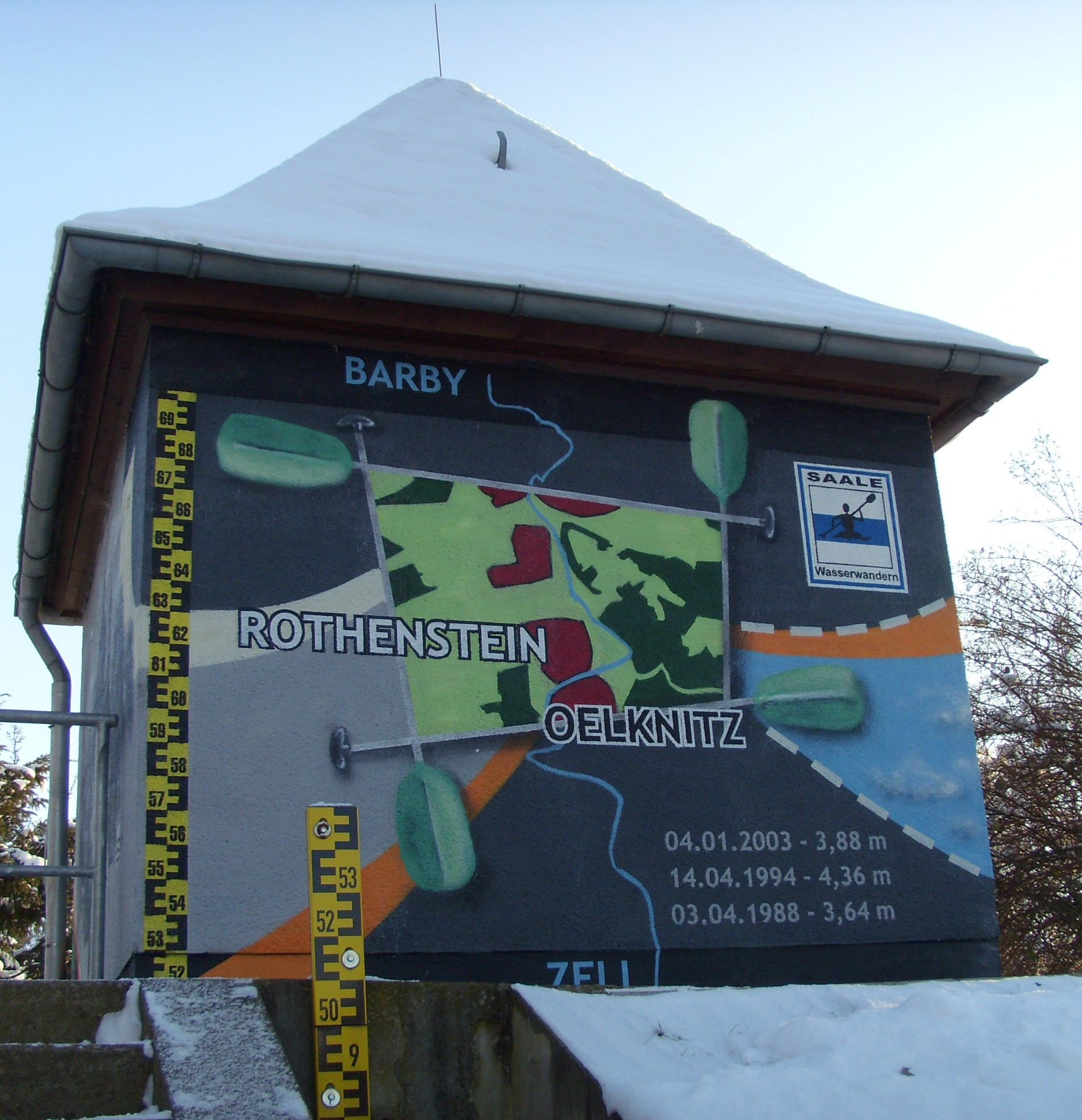